# Mossia intervallaris
Mossia intervallaris là một loài thực vật có hoa trong họ Phiên hạnh. Loài này được (L. Bolus) N.E. Br. mô tả khoa học đầu tiên năm 1930.